# Michelle Quintal
Michelle Quintal (* 19. September 1940 in Charlemagne, Québec) ist eine kanadische Organistin und Musikpädagogin.

## Leben
Quintal studierte am Conservatoire de musique du Québec (CMM) Orgel bei Bernard Lagacé, Musiktheorie bei Françoise Aubut, Isabelle Delorme und Gilberte Martin und Musikgeschichte bei Andrée Desautels. Mit Unterstützung des Canada Council und des Erziehungsministeriums von Québec setzte sie ihre Ausbildung 1966–67 am Konservatorium Genf bei Lionel Rogg und 1967–70 an der Musikakademie Wien bei Anton Heiller (Orgel) und Isolde Ahlgrimm (Cembalo) fort.
Sie gab Konzerte in der Region Québec und bei der CBC und spielte u. a. die Uraufführungen von Raynald Arseneaults Ode sur la mort d'un ami (1973), Pierre-Michel Bédards Partitio IV (1975), Raymond Perrins Introduction et Chaconne (1986) sowie von Werken Claude Beaudoins und Gilles Desrochers'. Auf der CD Organ Music in the St-Maurice Valley (1991) spielt sie Werke von Bernard Piché und Raymond Daveluy.
Von 1971 bis 1974 unterrichtete Quintal am CMM, danach am Conservatoire de Trois-Rivières. Als Jurorin wirkte sie an verschiedenen Prüfungen und Wettbewerben in Québec teil. Beitraäge verfasste sie u. a. für die Musikzeitschriften Sonances, Journal de musique ancienne und Bulletin des Amis de l'orgue de Québec.